# Bistrica ob Sotli
Bistrica ob Sotli (hasta 1952 Sveti Peter pod Svetimi Gorami, literalmente "San Pedro bajo las Montañas Sagradas") es una localidad de Eslovenia, capital del municipio homónimo.
En 2016 la localidad tiene 244 habitantes, en torno a la quinta parte de la población del municipio.
Se sitúa al sur de la localidad croata de Kumrovec, de la cual está separada por el río Sotla.